# Seann William Scott
Seann William Scott (Cottage Grove, 3 de outubro de 1976) é um ator, comediante e produtor norte-americano. Ficou popularmente conhecido por interpretar Steve Stifler na série de filmes American Pie. Ele também atuou em outros filmes, incluindo O Último Destino (2010), Road Trip (2000), Cara, Cadê Meu Carro? (2000), Evolução (2001), The Rundown (2003), The Dukes of Hazzard (2005), Role Models (2008), Cop Out (2010), Goon (2011) e a voz de Crash na série do filme A Era do Gelo.
Em 2018-2019 ele foi um dos protagonistas da série “Máquina Mortífera” (Lethal Weapon) a partir da terceira temporada da série, onde interpretou o policial Wesley Cole. Clayne Crawford, que fazia papel de Martin Riggs, foi demitido por mau comportamento e Sean foi chamado para substituir o antigo protagonista.

## Carreira
Conhecido principalmente por atuar na série American Pie, fazendo o papel de Steve Stifler, sendo um grande sucesso.
Recebeu uma indicação ao MTV Movie Awards de melhor equipe, por Os Gatões - Uma Nova Balada, com Johnny Knoxville.
Ganhou o MTV Movie Awards de Melhor Beijo, por American Pie 2, com o ator Jason Biggs.
Recebeu uma indicação ao MTV Movie Awards de Melhor Comediante, por American Pie 2.
Ganhou o MTV Movie Awards de Melhor Sequência de Dança, por American Pie - O Casamento.
Atuou ainda ao lado dos atores Ashton Kutcher, em Cara, cadê meu carro?, The Rock em Bem-Vindo à Selva, Billy Bob Thornton em Em Pé de Guerra e dublou uma das vozes do filme A era do gelo 2 e Planet 51.
Seann atuou no novo American Pie 8 que traz de volta os antigos personagens da série descartando os outros filmes da série que foram lançados diretamente em DVD.
Foi confirmado em 2015, que Seann irá voltar atuar na continuação do filme Goon (2011) intitulado Goon: Last of the Enforcers, no elenco estão também Elisha Cuthbert e Liev Schreiber.

## Filmografia
| Filmes | Filmes                            | Filmes                                             | Filmes                                       |
| Ano    | Título                            | Papel                                              | Título no Brasil                             |
| ------ | --------------------------------- | -------------------------------------------------- | -------------------------------------------- |
| 2019   | Already Gone                      | Martin                                             |                                              |
| 2018   | Super Troopers 2                  | Trooper Callaghan                                  |                                              |
| 2018   | Bloodline                         | Evan                                               |                                              |
| 2016   | Goon: Last of the Enforcers       | Doug "The Thug" Glatt                              |                                              |
| 2014   | Just Before I go                  | Ted                                                | Antes que eu vá                              |
| 2012   | American Reunion                  | Steve Stifler                                      | American Pie - O Reencontro                  |
| 2012   | Ice Age: Continental Drift        | Crash (voz)                                        | Era Do Gelo 4                                |
| 2011   | Goon                              | Doug Glatt                                         | Os Brutamontes                               |
| 2010   | Jackass 3D                        | (Participação especial em um dos quadros do filme) |                                              |
| 2010   | Cop Out                           | Dave                                               | Tiras em Apuros                              |
| 2009   | Planet 51                         | Skiff (voz)                                        | Planeta 51                                   |
| 2009   | Balls Out: Gary, the Tennis Coach | Gary Houseman                                      | Gary: Um Treinador Muito Louco               |
| 2009   | Ice Age: Dawn of the Dinosaurs    | Crash (voz)                                        | A Era do Gelo 3                              |
| 2008   | Role Models                       | Anson Wheeler                                      | Faça o Que Eu Digo, Não Faça o Que Eu Faço   |
| 2008   | The Promotion                     | Doug Stauber                                       | A Promoção                                   |
| 2007   | Mr. Woodcock                      | John                                               | Em Pé de Guerra                              |
| 2007   | Southland Tales                   | Roland Taverner / Ronald Taverner                  | Southland Tales - O Fim do Mundo             |
| 2007   | American Loser                    | Jeff                                               | Trainwreck: Minha Vida como um Idiota        |
| 2006   | Ice Age: The Meltdown             | Crash (voz)                                        | A era do gelo 2                              |
| 2005   | The Dukes of Hazzard              | Bo Duke                                            | Os gatões - Uma nova balada                  |
| 2003   | The Rundown                       | Travis Alfred Walker                               | Bem-vindo à selva                            |
| 2003   | American Wedding                  | Steve Stifler                                      | American Pie - O casamento                   |
| 2003   | Bulletproof Monk                  | Kar                                                | O monge à prova de balas                     |
| 2003   | Old School                        | Peppers                                            | Dias Incríveis                               |
| 2002   | Stark Raving Mad                  | Ben McGewan                                        | O fogo da vingança                           |
| 2001   | American Pie 2                    | Steve Stifler                                      | American Pie 2                               |
| 2001   | Jay and Silent Bob Strike Back    | Brent                                              | O império (do besteirol) contra-ataca        |
| 2001   | Evolution                         | Wayne Grey                                         | Evolução                                     |
| 2000   | Dude, Where's My Car?             | Chester                                            | Cara, cadê meu carro?                        |
| 2000   | Road Trip                         | E.L.                                               | Caindo na estrada                            |
| 2000   | Final Destination                 | Billy Hitchcock                                    | Premonição                                   |
| 2000   | Nox                               | Jack Mower                                         |                                              |
| 1999   | American Pie                      | Steve Stifler                                      | American Pie - A primeira vez é inesquecível |
| 1997   | Born Into Exile                   | Derek                                              | (televisão)                                  |

| Séries  | Séries                            | Séries                                                | Séries                           |
| Ano     | Título                            | Papel                                                 | Título no Brasil                 |
| ------- | --------------------------------- | ----------------------------------------------------- | -------------------------------- |
| 2018–19 | Lethal Weapon                     | Wesley Cole                                           | Máquina Mortífera                |
| 2016    | Ice Age: The Great Egg-Scapade    | Crash (voice)                                         |                                  |
| 2013    | It's Always Sunny in Philadelphia | Country Mac                                           |                                  |
| 2013    | Timms Valley                      | U.S. Marshal Kev                                      |                                  |
| 2011    | Ice Age: A Mammoth Christmas      | Crash (voz)                                           | A Era do Gelo: Especial de Natal |
| 2001    | Saturday Night Live               | Himself / Host / Jeffrey's Clerk / James van der Beek |                                  |
| 1998    | Something So Right                | Preston                                               |                                  |
| 1996    | Unhappily Ever After              | Moondoggie                                            |                                  |